# لويجي فيراري (نحات)
لويجي فيراري  (و. 1810 – 1894 م) هو نحات من مملكة إيطاليا، ولد في البندقية، توفي عن عمر يناهز 84 عاماً.